# Martin Kukučín

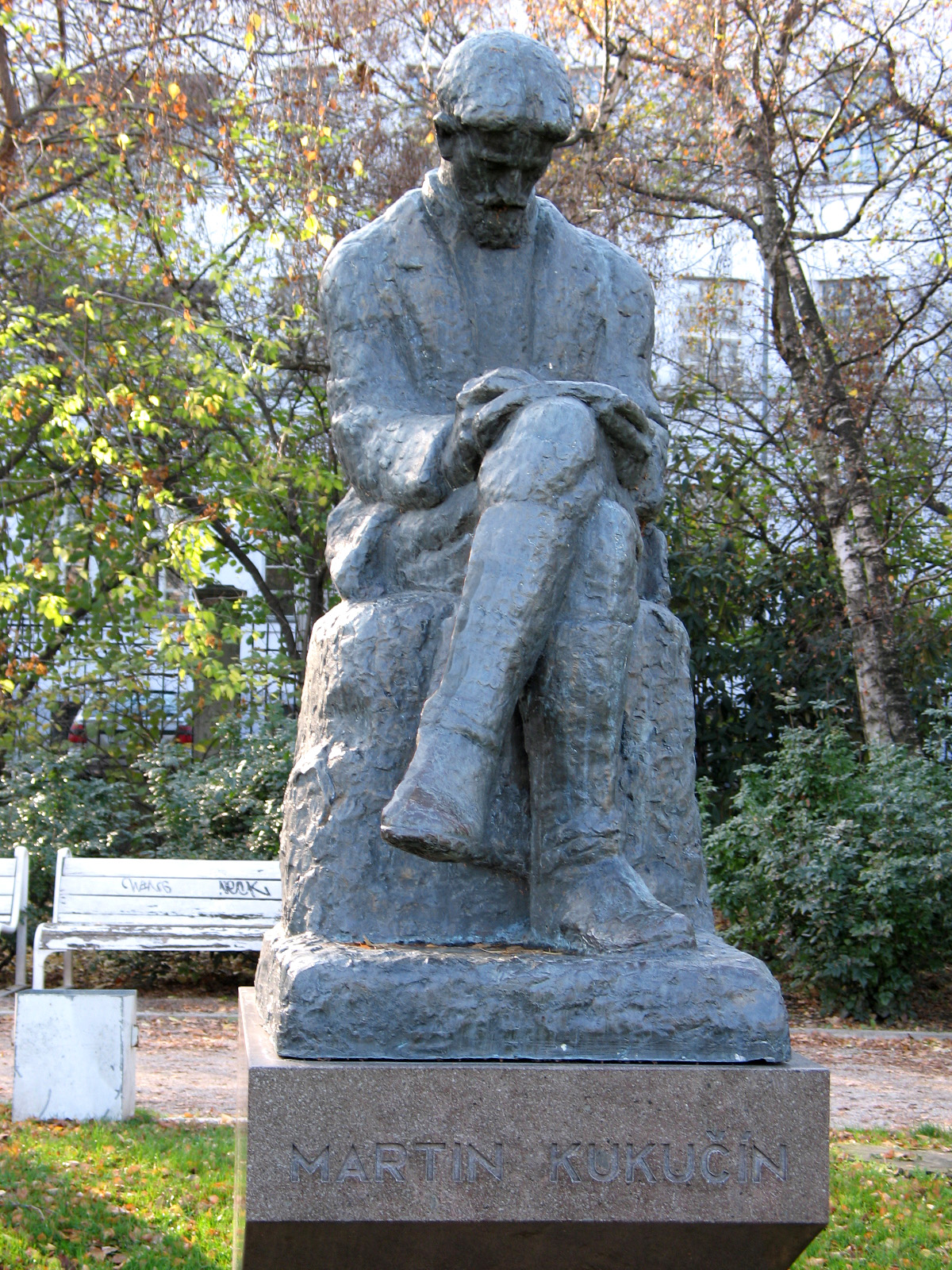
Statua in bronzo a Bratislava

Martin Kukučín pseudonimo di Matej Bencúr (Jasenová, 17 maggio 1860 – Pakrac, 21 maggio 1928) è stato uno scrittore slovacco.

## Biografia
Nacque in una famiglia nobile, figlio di Ján Bencúr Juriš e di Zuzana Pašková. Studiò nei licei di Revúca, Martin, Banská Bystrica, Kežmarok e Sopron. Sebbene avesse intenzione di iscriversi alla facoltà teologica di Presburgo, l'odierna Bratislava, a causa dell'ambiente antislovacco della facoltà, si risolse a studiare medicina a Praga.

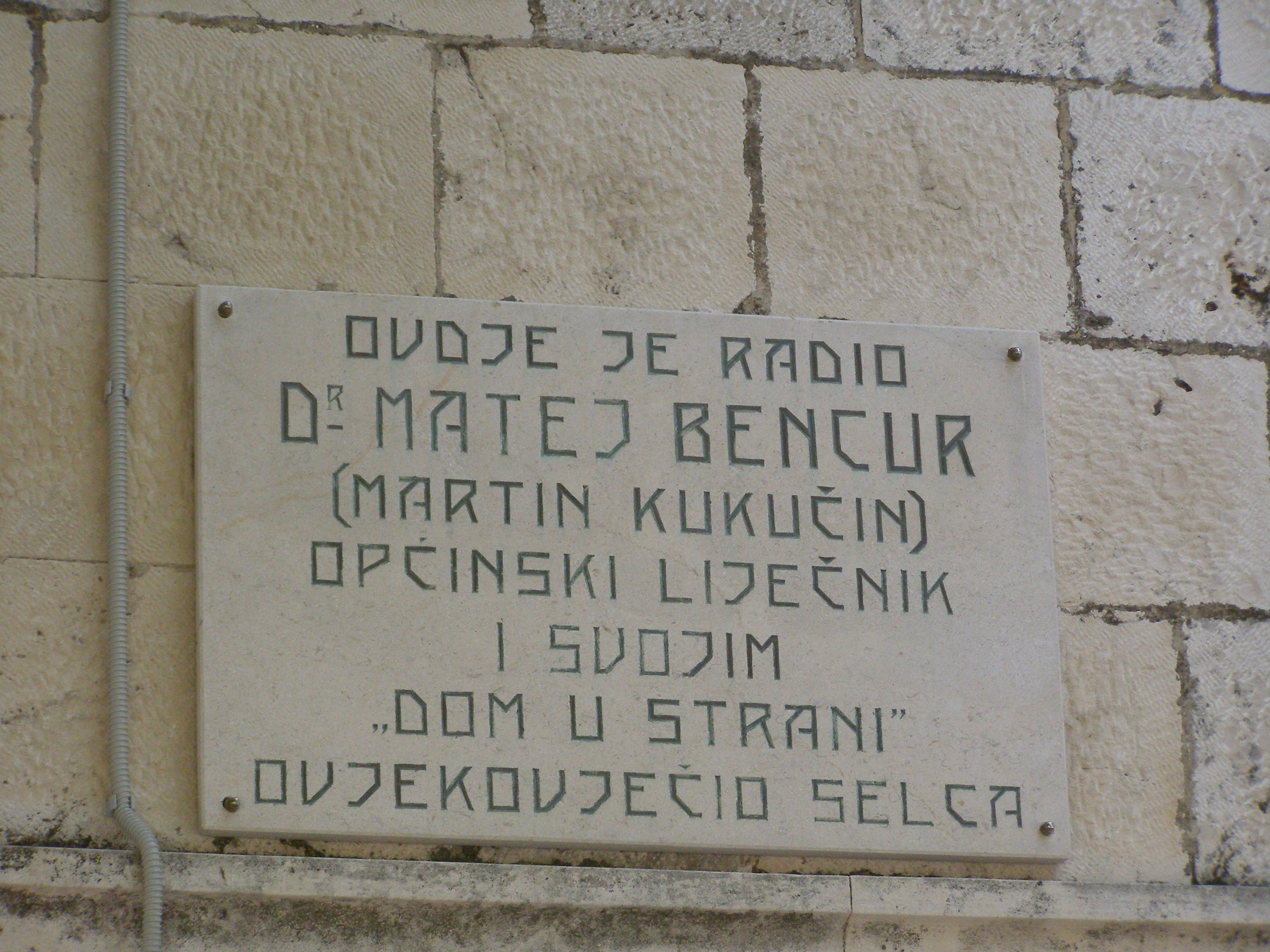
Lapide commemorativa a Selca

Terminati gli studi e il tirocinio a Presburgo, Innsbruck e a Vienna, tentò invano di trovare occupazione in Slovacchia. Si iscrisse ad un concorso e nel 1893 ottenne il posto di medico condotto a Selza della Brazza, in Dalmazia. Con l'ingresso nell'ordine dei medici, aprì anche una farmacia e divenne membro attivo e poi (1904) presidente dell'associazione di lettura e cultura Hrvatski Sastanak.
Negli anni 1896-1897 tentò di tornare in Slovacchia, ma senza successo.
Nel 1904 sposò Perica Didolić. Nel 1908 emigrarono in Sudamerica, stabilendosi a Punta Arenas in Cile, dove si trovava una folta colonia croata. Dal 1922 al 1924 visse di nuovo in Slovacchia, dal 1924 al 1925 per lo più in Dalmazia. Nel 1925 tornò per breve tempo in Sudamerica, per trattare la cessione di alcune proprietà. Nella primavera del 1926 con sua moglie si stabilì definitivamente alle terme di Lipik in Croazia. Morì nel vicino ospedale. Fu seppellito temporaneamente a Zagabria e nel 1928 le sue spoglie furono trasportate al Cimitero nazionale di Martin, dove furono sotterrate il 29 ottobre.

## Attività letteraria
La sua attività letteraria incominciò nel 1883 con il racconto Na hradskej ceste ("Sulla strada del castello"). Inizialmente si dedicò principalmente alla scrittura di racconti e novelle, nei quali tornava alla sua gioventù e ai suoi primi impieghi e descriveva quasi fotograficamente i quadri della vita del villaggio e della mentalità contadina.
La sua opera Dom v stráni ("La casa sulla riva") fonda la tradizione del romanzo di villaggio. Ai suoi esordi le sue opere avevano una stilizzazione degli avvenimenti a carattere grottesco e umoristico; dopo il 1918 le sue opere furono ricche di note tragiche e nostalgiche e di preoccupazioni esistenziali e patriottiche. Caratteristica della sua opera è la fede nell'uomo: anche quando Kukučín sorride dell'uomo comune o critica le convenzioni sociali, dimostra fiducia nella possibilità di miglioramenti dei suoi personaggi.
La Matica slovenská pubblicò 67 novelle in 12 volumi, oltre a 20 volumi di romanzi, teatro e resoconti di viaggio.

### Opere
- 1883 - Na hradskej ceste ("Sulla strada del castello"), racconto
- 1885 - Rysavá jalovica ("La giovenca rossa")
- 1886 - Neprebudený ("Lo scemo del villaggio")
- 1890 - Keď báčik z Chochoľova umrie ("Quando morì il pastorello di Chochoľov"), racconto
- 1891 - Na podkonickom bále
- 1892 - Koniec a začiatok ("Fine e inizio")
- 1892 - Dve cesty ("Le due strade")
- 1893 - Dies irae
- 1899 - Hody ("La sagra"), racconto
- 1911 / 1912 - Dom v stráni ("La casa sulla riva"), romanzo ambientato a Brazza
- 1922 - Črty z ciest. Prechádzky po Patagónii, ("Articoli di viaggio. A spasso per la Patagonia")
- 1922 - Mladé letá ("Anni verdi"), ricordi di studio
- 1926 - Mať volá ("La madre chiama"), romanzo sull'emigrazione croata in Cile
- 1929 - Bohumil Valizlosť Zábor, romanzo storico
- 1929 - Lukáš Blahosej Krasoň, romanzo storico
- 1930 - Košútky. Klbká. Rozmarínový mládnik.
- Čas tratí - čas platí ("Il tempo perde - il tempo ripaga"), racconto
- Máje, poviedka
- Pán majster Obšíval, racconto
- Na jarmok ("Alla fiera"), racconto
- Na Ondreja ("Andrea"), racconto
- Hajtman ("L'atamano"), racconto
- Obecné trampoty ("Noie di paese"), racconto
- Z teplého hniezda ("Dal nido caldo")
- Veľkou lyžicou ("Con un grande cucchiaio")
- Panský hájnik ("Il guardiaboschi del signore")
- O Michale ("Michele")
- Na svitaní ("All'alba")
- Ako sa kopú poklady ("Come si accumulano i tesori")
- Pozor na čižmy ("Attenzione agli stivali")
- Sviatočné dumy ("Pensieri festivi")
- Tri roje cez deň ("Tre sciami di giorno")
- Svadba ("Le nozze")
- Parník ("Il piroscafo")
- Štedrý deň ("La vigilia di Natale")

### Tragedie
- 1907 - Komasácia
- 1922 - Bacuchovie dvor ("La corte di Bacco")
- 1924 - Obeta ("Sacrifici")